# Vania King
Vania King (ur. 3 lutego 1989 w Monterey Park, Kalifornia) – amerykańska tenisistka, zwyciężczyni wielkoszlemowego Wimbledonu i US Open w grze podwójnej, od 5 lipca 2006 o statusie profesjonalnym.

## Kariera tenisowa
King to zawodniczka praworęczna z oburęcznym backhandem. Jej pierwszy występ w zawodowym turnieju miał miejsce w Nowym Jorku. Była klasyfikowana wówczas na 721. miejscu w klasyfikacji światowej i otrzymała „dziką kartę”, co dało jej prawo występu w kwalifikacjach do wielkoszlemowego US Open. Tenisistka przebrnęła te kwalifikacje, a w pierwszej rundzie turnieju głównego odniosła swoje pierwsze zawodowe zwycięstwo nad Klárą Koukalovą. W drugiej rundzie przegrała z piętnastą zawodniczką imprezy, Francuzką Nathalie Dechy.
W lutym 2006 roku dotarła do półfinału w Bengaluru (piąty zawodowy start), ale skreczowała z powodu problemów żołądkowych. Na twardych kortach amerykańskich osiągnęła trzecią rundę Indian Wells i drugą rundę w Miami. Doszła do drugiej rundy Wimbledonu, uległa Serbce Jelenie Janković w trzech setach. Po otrzymaniu statusu profesjonalnego zagrała w Pucharze Federacji przeciwko Belgii (przegrała z Kim Clijsters, wygrała mecz deblowy w parze z Jill Craybas przeciwko Leslie Butkiewicz i Caroline Maes). We wrześniu osiągnęła finał gry deblowej w Kantonie. W Tokio, razem z Jeleną Kostanić, zwyciężyła turniej debla. Dwa tygodnie później z tą samą partnerką wygrała w Bangkoku debla oraz w tym samym mieście singla.
Jako juniorka osiągnęła finał deblowego US Open 2005.
Najwyżej notowana była w rankingu singlowym na miejscu 50., natomiast w deblowym na miejscu trzecim.
W 2020 roku poinformowała o zakończeniu kariery zawodowej. Po roku przerwy, w marcu 2021 roku wróciła do startów. Dzięki zmianom w rankingu WTA Tour spowodowanych pandemią COVID-19 miejsce Amerykanki pozwoliło na bezproblemowy powrót do rozgrywek (mimo braku startów przez rok utrzymała miejsce w TOP 100 rankingu deblowego).

## Historia występów wielkoszlemowych
Legenda
     W, wygrany turniej
     F, przegrana w finale
     SF, przegrana w półfinale
     QF, przegrana w ćwierćfinale
     xR, przegrana w x rundzie
     Qx, przegrana w x rundzie kwalifikacji
     A, brak startu
     NH, turniej nie odbył się

### Występy w grze pojedynczej
| Australian Open        | A   | A   | Q3 | 1R  | 1R  | Q3 | 2R | 2R | 3R | 1R | 1R  | A   | 2R | 1R  | A   | A | 0 / 9  | 5 – 9   |  |  |  |  |  |  |  |  |
| French Open            | A   | A   | 1R | 1R  | 2R  | Q2 | 1R | 3R | 2R | 2R | 1R  | A   | Q2 | A   | 1R  | A | 0 / 9  | 5 – 9   |  |  |  |  |  |  |  |  |
| Wimbledon              | A   | A   | 2R | 1R  | 1R  | 2R | 1R | 1R | 1R | 1R | 1R  | A   | Q3 | A   | A   | A | 0 / 9  | 2 – 9   |  |  |  |  |  |  |  |  |
| US Open                | A   | 2R  | 2R | 1R  | 1R  | 3R | 2R | 3R | 1R | 1R | 2R  | 1R  | 2R | A   | 2R  | A | 0 / 13 | 10 – 13 |  |  |  |  |  |  |  |  |
|                        |     |     |    |     |     |    |    |    |    |    |     |     |    |     |     |   |        |         |  |  |  |  |  |  |  |  |
| Ranking na koniec roku | 825 | 202 | 50 | 107 | 129 | 79 | 86 | 76 | 70 | 84 | 112 | 466 | 79 | 487 | 380 | – | 0 / 40 | 22 – 40 |  |  |  |  |  |  |  |  |

### Występy w grze podwójnej
| Australian Open        | A   | A   | A  | 2R | 1R | 1R | 2R | 1R | QF | 1R | 2R | A   | QF | 3R | QF | 1R | 1R | A   | 0 / 13 | 14 – 13 |  |  |  |  |  |  |  |
| French Open            | A   | A   | 1R | 1R | 1R | 3R | 2R | SF | QF | 3R | 1R | A   | 1R | A  | 3R | A  | A  | A   | 0 / 11 | 14 – 11 |  |  |  |  |  |  |  |
| Wimbledon              | A   | A   | 1R | 1R | 3R | QF | W  | 2R | 1R | 3R | 1R | A   | 2R | A  | 3R | A  | NH | A   | 1 / 11 | 17 – 10 |  |  |  |  |  |  |  |
| US Open                | A   | 1R  | 2R | 3R | 1R | 3R | W  | F  | 3R | 2R | 3R | 2R  | 3R | A  | 1R | SF | A  | A   | 1 / 14 | 28 – 13 |  |  |  |  |  |  |  |
|                        |     |     |    |    |    |    |    |    |    |    |    |     |    |    |    |    |    |     |        |         |  |  |  |  |  |  |  |
| Ranking na koniec roku | 636 | 357 | 59 | 27 | 34 | 32 | 4  | 6  | 22 | 51 | 77 | 275 | 23 | 92 | 36 | 80 | 84 | 337 | 2 / 49 | 73 – 47 |  |  |  |  |  |  |  |

### Występy w grze mieszanej
| Australian Open | A  | A | A  | A  | 1R | A  | A  | 1R | A | 1R | A  | A | A | 1R | 2R | A | A  | A | 0 / 5  | 1 – 5   |  |  |  |  |  |  |  |
| French Open     | A  | A | A  | A  | A  | F  | SF | 1R | A | A  | A  | A | A | A  | 2R | A | NH | A | 0 / 4  | 8 – 4   |  |  |  |  |  |  |  |
| Wimbledon       | A  | A | A  | 2R | 1R | 1R | 1R | 1R | A | A  | 2R | A | A | A  | 1R | A | NH | A | 0 / 7  | 2 – 7   |  |  |  |  |  |  |  |
| US Open         | 1R | A | QF | 2R | A  | 1R | 1R | 1R | A | A  | A  | A | A | A  | 1R | A | NH | A | 0 / 7  | 3 – 7   |  |  |  |  |  |  |  |
|                 |    |   |    |    |    |    |    |    |   |    |    |   |   |    |    |   |    |   |        |         |  |  |  |  |  |  |  |
|                 |    |   |    |    |    |    |    |    |   |    |    |   |   |    |    |   |    |   | 0 / 23 | 14 – 23 |  |  |  |  |  |  |  |

## Finały turniejów WTA
| Legenda                     | Legenda |
| --------------------------- | ------- |
| Wielki Szlem                |         |
| Igrzyska olimpijskie        |         |
| WTA Tour Championships      |         |
| 1988 – 2008                 |         |
| Kategoria I                 |         |
| Kategoria II                |         |
| Kategoria III               |         |
| Kategoria IV                |         |
| Kategoria V                 |         |
| 2009 – 2020                 |         |
| WTA Premier Mandatory       |         |
| WTA Premier 5               |         |
| WTA Premier                 |         |
| WTA International Series    |         |
| WTA 125K series (2012–2020) |         |

### Gra pojedyncza 3 (1–2)
| Końcowy wynik | Nr | Data                 | Turniej  | Nawierzchnia | Przeciwniczka       | Wynik finału  |
| ------------- | -- | -------------------- | -------- | ------------ | ------------------- | ------------- |
| Zwyciężczyni  | 1. | 15 października 2006 | Bangkok  | Twarda       | Tamarine Tanasugarn | 2:6, 6:4, 6:4 |
| Finalistka    | 1. | 22 września 2013     | Kanton   | Twarda       | Zhang Shuai         | 6:7(1), 1:6   |
| Finalistka    | 2. | 7 sierpnia 2016      | Nanchang | Twarda       | Duan Yingying       | 6:1, 4:6, 2:6 |

### Gra mieszana 1 (0–1)
| Końcowy wynik | Nr | Data           | Turniej     | Nawierzchnia | Partner      | Przeciwnicy            | Wynik finału      |
| ------------- | -- | -------------- | ----------- | ------------ | ------------ | ---------------------- | ----------------- |
| Finalistka    | 1. | 5 czerwca 2009 | French Open | Ceglana      | Marcelo Melo | Liezel Huber Bob Bryan | 7:5, 6:7(4), 7-10 |

## Finały turniejów WTA 125K series

### Gra podwójna 1 (0–1)
| Końcowy wynik | Nr | Data         | Turniej      | Nawierzchnia | Partnerka      | Przeciwniczki                    | Wynik finału |
| ------------- | -- | ------------ | ------------ | ------------ | -------------- | -------------------------------- | ------------ |
| Finalistka    | 1. | 3 marca 2018 | Indian Wells | Twarda       | Jennifer Brady | Taylor Townsend Yanina Wickmayer | 4:6, 4:6     |

## Występy w Turnieju Mistrzyń

### W grze podwójnej
| Rok  | Rezultat | Partnerka           | Przeciwniczki                    | Wynik    |
| 2010 | Półfinał | Jarosława Szwiedowa | Gisela Dulko Flavia Pennetta     | 4:6, 4:6 |
| 2011 | Półfinał | Jarosława Szwiedowa | Květa Peschke Katarina Srebotnik | 3:6, 4:6 |

## Finały turniejów ITF
| turnieje z pulą nagród 100 000 $   |
| turnieje z pulą nagród 75/80 000 $ |
| turnieje z pulą nagród 50/60 000 $ |
| turnieje z pulą nagród 25 000 $    |
| turnieje z pulą nagród 15 000 $    |
| turnieje z pulą nagród 10 000 $    |

### Gra pojedyncza 2 (0–2)
| Rezultat   |    | Data       | Turniej         | ($)    | Naw.   | Przeciwniczka | Wynik         |
| Finalistka | 1. | 20/11/2005 | Tucson          | 75 000 | Twarda | Juliana Fedak | 5:7, 0:6      |
| Finalistka | 2. | 28/02/2016 | Rancho Santa Fe | 25 000 | Twarda | Zhang Shuai   | 6:1, 5:7, 4:6 |

### Gra podwójna 8 (7–1)
| Rezultat     |    | Data       | Turniej           | ($)     | Naw.    | Partnerka           | Przeciwniczki                    | Wynik          |
| Zwyciężczyni | 1. | 19/01/2004 | Fort Worth        | 10 000  | Twarda  | Anne Mall           | Neha Uberoi Shikha Uberoi        | 6:2, 6:3       |
| Finalistka   | 1. | 24/07/2004 | Evansville        | 10 000  | Twarda  | Heidi El Tabakh     | Kelly Schmandt Aleke Tsoubanos   | 4:6, 4:6       |
| Zwyciężczyni | 2. | 28/08/2009 | Bronx (Nowy Jork) | 100 000 | Twarda  | Anna-Lena Grönefeld | Julie Coin Marie-Ève Pelletier   | 6:0, 6:3       |
| Zwyciężczyni | 3. | 11/05/2013 | Cagnes-sur-Mer    | 100 000 | Ceglana | Arantxa Rus         | Catalina Castaño Teliana Pereira | 4:6, 7:5, 10–8 |
| Zwyciężczyni | 4. | 07/11/2015 | Waco              | 50 000  | Ceglana | Nicole Gibbs        | Julja Gluszko Rebecca Peterson   | 6:4, 6:4       |
| Zwyciężczyni | 5. | 01/02/2018 | Burnie            | 60 000  | Twarda  | Laura Robson        | Momoko Kobori Chihiro Muramatsu  | 7:6(3), 6:1    |
| Zwyciężczyni | 6. | 11/08/2019 | Landisville       | 60 000  | Twarda  | Claire Liu          | Hayley Carter Jamie Loeb         | 4:6, 6:2, 10–5 |
| Zwyciężczyni | 7. | 06/03/2021 | Newport Beach     | 25 000  | Twarda  | Maegan Manasse      | Emina Bektas Tara Moore          | 6:4, 6:2       |

## Finały juniorskich turniejów wielkoszlemowych

### Gra podwójna (1)
| Końcowy wynik | Rok  | Turniej | Nawierzchnia | Partnerka    | Przeciwniczki                    | Wynik finału |
| Finalistka    | 2005 | US Open | Twarda       | Alexa Glatch | Nikola Fraňková Alisa Klejbanowa | 5:7, 6:7     |